# Venda Sexy
Venda Sexy, La Discoteque ou ainda Iran 3037, foi um centro de detenção e tortura utilizado pela ditadura militar do Chile, operado pela Dirección de Inteligencia Nacional (DINA), polícia secreta do regime de Augusto Pinochet. Seu edifício está localizado na comuna de Macul, em Santiago. Esteve em uso para sistemática violação de direitos humanos entre 1974 e 1975, paralelamente a outros centros, como Villa Grimaldi.
O recinto foi especialmente voltado para torturas baseadas em violência sexual, atividades que foram amplamente realizadas em todo o país durante a ditadura. Esse é o motivo do nome dado ao centro pelos agentes da DINA, no qual as pessoas presas ficavam geralmente nuas e vendadas. O foco principal foram militantes mulheres opositoras ao regime, apesar da grande quantidade de homens que passaram pelo mesmo tipo de tortura no local. Testemunhos dessas graves violências ficaram em evidência a partir do lançamento do primeiro Relatório da Comissão Nacional de Prisão Política e Tortura, conhecido como Relatório Valech. Mais de 80 pessoas estiveram presas na Venda Sexy, majoritariamente - mas não só - militantes do MIR. Parte delas permanece desaparecida, vistas pela última vez no local.
O apelido La Discotéque vem do uso de música em alto volume para esconder o ruído e gritos das torturas. Por vezes o local também é conhecido por sua localização, na rua Irán número 3037.
Entre os agentes repressivos que trabalhavam no local, esteve a policial Íngrid Olderöck, que adestrava seus cães para estuprar pessoas no centro.
O local foi oficialmente declarado monumento histórico em maio de 2016. Isso foi possível após anos de luta de organizações como Colectivo de Mujeres Sobrevivientes Siempre Resistentes, Sobrevivientes de Venda Sexy e a Asociación de Memoria y DDHH Venda Sexy.
Em 2020, o Estado chileno foi condenado a pagar uma indenização de 80 milhões de pesos - na época, cerca de 560 mil reais - por danos morais a cada uma das 6 mulheres e 4 homens que faziam parte do processo. Além disso foram condenados a 15 anos de prisão os ex-agentes da DINA Raúl Iturriaga Neumann, Manuel Rivas e Hugo Hernandéz. Apesar da sentença inapelável e da decisão do juiz ter incorporado uma perspectiva de gênero como parte do argumento da condenação, esta não considerou os elementos políticos das violações exercidas, não julgando autoridades políticas, mesmo o julgamento ter ocorrido quase 50 anos depois do funcionamento do centro.
Em 2023, ano que o golpe de Estado completou 50 anos, o imóvel da ex-Venda Sexy foi recuperado pelo Estado, sendo já acordado que será entregue em 2024 a para gestão coletiva da Asociación de Memoria y DD.HH. Irán 3037 e de outras organizações de direitos humanos de Macul.